# 杆状色菌属
杆状色菌属（Rhabdochromatium），是光合细菌下的着色杆菌科的一属细菌。
大多数细胞为长而直的杆形，也可以见到稍有弯曲的细胞。生长于含硫化氢的池塘和湖泊的泥及静止水体中；是淡水湖含硫化氢的均温层中较常见的浮游菌。
该属的模式种也是惟一种为海洋杆状色菌 (Rhabdochromatium marinum)。

## 下属物种
本属包括以下物种：
- 海洋杆状色菌 Rhabdochromatium marinum Dilling et al., 1996